# Longrita rastellata
Longrita rastellata är en spindelart som beskrevs av Norman I. Platnick 2002. Longrita rastellata ingår i släktet Longrita och familjen Trochanteriidae. Inga underarter finns listade i Catalogue of Life.